# Sukarame (Cisolok)
Sukarame is een bestuurslaag in het regentschap Sukabumi van de provincie West-Java, Indonesië. Sukarame telt 2501 inwoners (volkstelling 2010).